# Jasné Pole

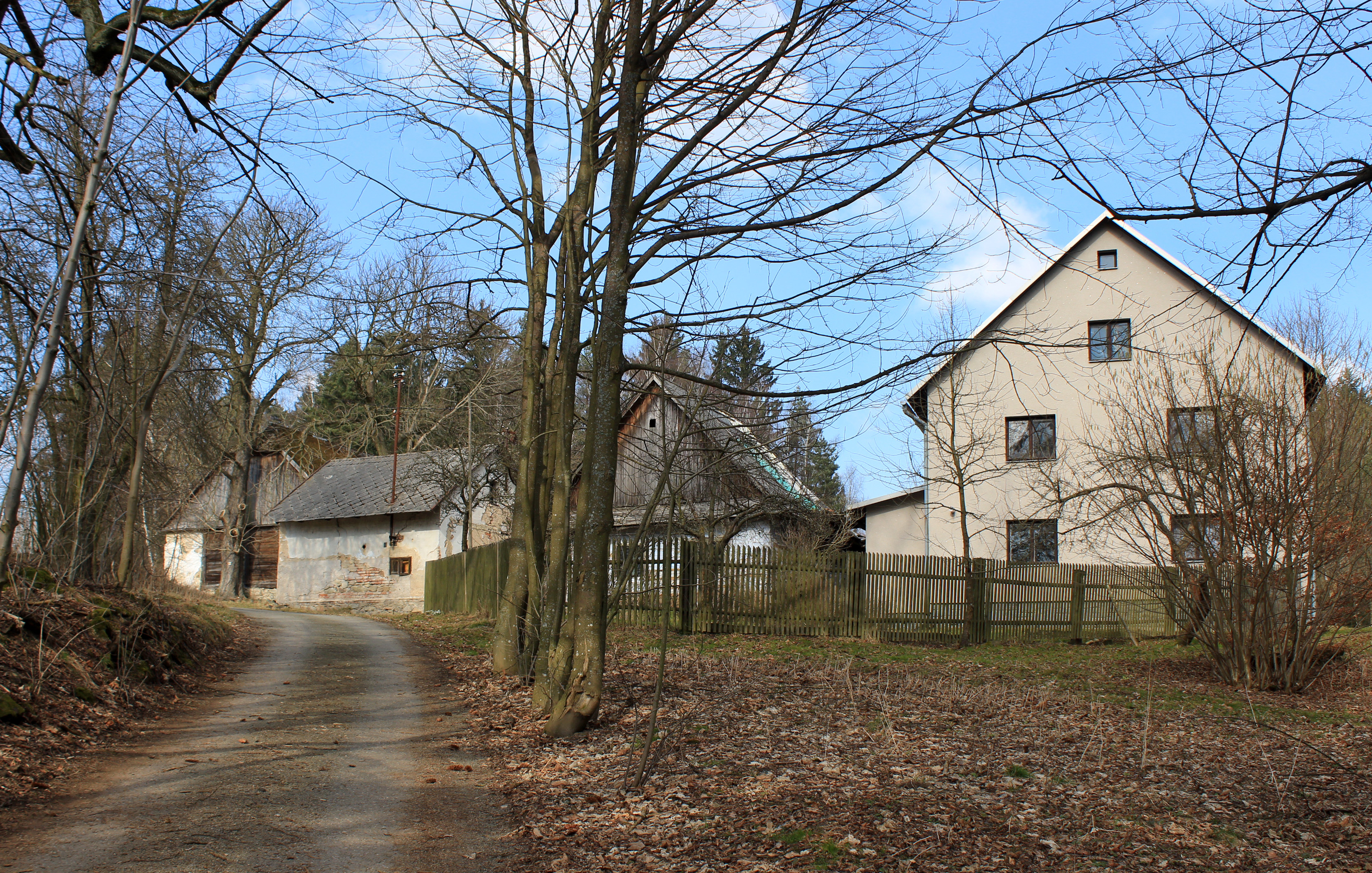
Teil der Siedlung

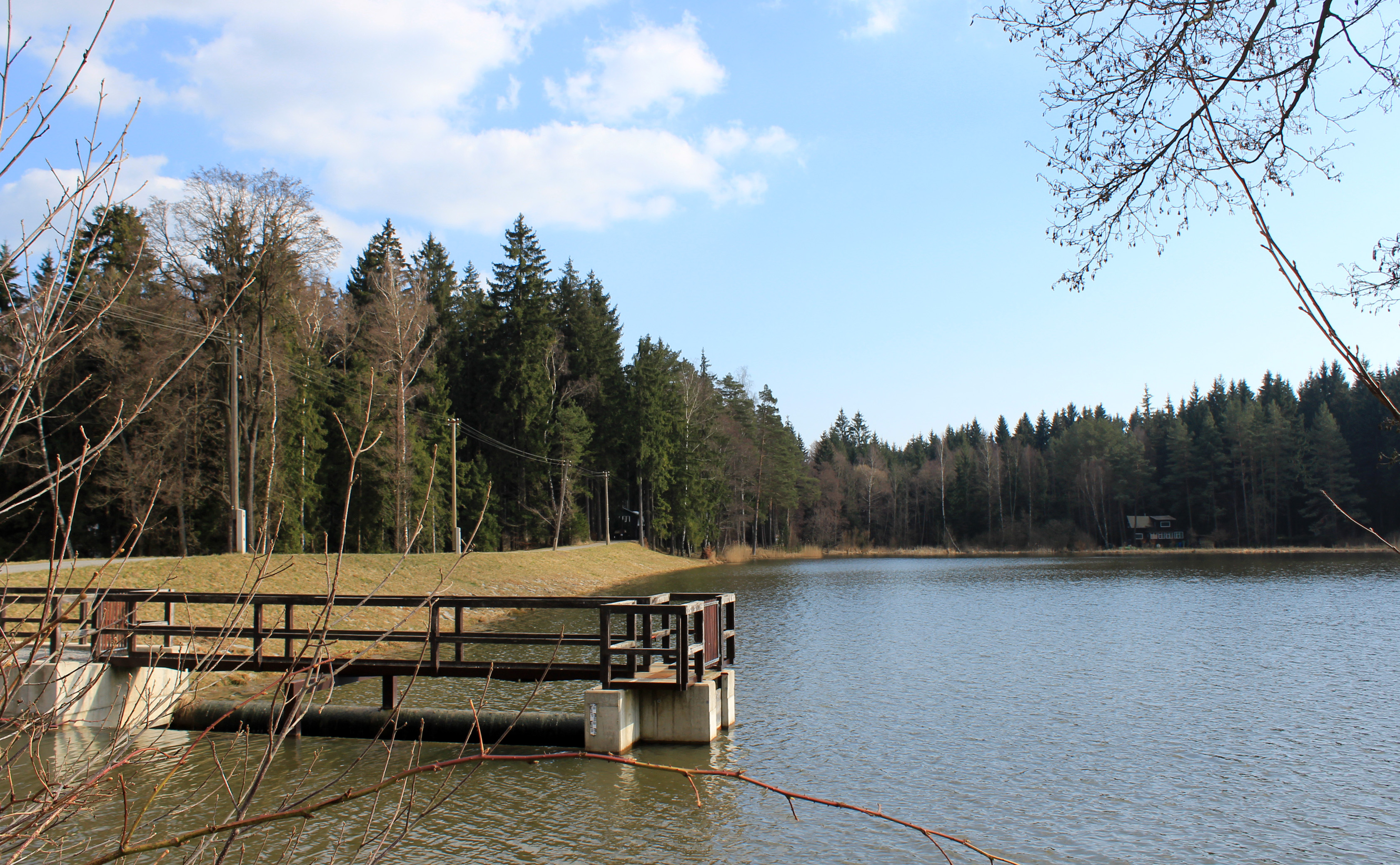
Stauweiher Januš

Jasné Pole (deutsch Schönfeld) ist ein Ortsteil der Gemeinde Všeradov in Tschechien. Er liegt fünf Kilometer südwestlich von Hlinsko und gehört zum Okres Chrudim.

## Geographie
Jasné Pole befindet sich am Übergang der Žďárské vrchy (Saarer Berge) zu den Železné hory (Eisengebirge) im Landschaftsschutzgebiet CHKO Žďárské vrchy. Die Streusiedlung erstreckt sich am Hang linksseitig der Bäche Barchanecký potok  und Slubice. Nordöstlich von Jasné Pole mündet die Slubice in die Chrudimka. Durch den Ort führt die Bahnstrecke Havlíčkův Brod–Pardubice. Im Osten erheben sich die Přední Hradiště (693 m n.m.) und Zadní Hradiště (682 m n.m.). Südwestlich liegt der Stauweiher Januš.
Nachbarorte sind Milesimov, Králova Pila und Rváčov im Norden, Stan und Vítanov im Nordosten, Svatojánské Lázně und Studnice im Osten, Zalíbené und Košinov im Südosten, Ruda, Chlum und Stružinec im Süden, Komárov und Údavy im Südwesten, Slavíkov im Westen sowie Všeradov im Nordwesten.

## Geschichte
Der Ort wurde vom Besitzer der Herrschaft Nassaberg, Joseph Franz von Schönfeld († 1737) gegründet und nach ihm benannt. Die erste urkundliche Erwähnung von Schönfeld erfolgte im Jahre 1738. 1753 wurde Johann Adam von Auersperg zum Universalerben des erloschenen Grafengeschlechts von Schönfeld auf Nassaberg.
Im Jahre 1835 bestand das im Chrudimer Kreis gelegene Dominikaldorf Schönfeld aus 11 Häusern, in denen 68 Personen lebten. Pfarrort war Kamenitz. Bis zur Mitte des 19. Jahrhunderts blieb Schönfeld der Herrschaft Nassaberg untertänig.
Nach der Aufhebung der Patrimonialherrschaften bildete Jasné Pole / Schönfeld ab 1849 einen Ortsteil der Gemeinde Všeradov im Gerichtsbezirk Hlinsko. Ab 1868 gehörte das Dorf zum politischen Bezirk Chrudim. Im Jahre 1869 lebten in Jasné Pole 81 Menschen. Zwischen 1869 und 1871 wurde die Bahnstrecke Deutschbrod–Pardubitz errichtet, einen Haltepunkt erhielt Jasné Pole jedoch nicht. Beim Zensus von 1910 hatte das Dorf 74 Einwohner. 1949 wurde Jasné Pole dem Okres Hlinsko zugeordnet. Seit 1961 gehört das Dorf wieder zum Okres Chrudim. Im Jahre 2001 hatte Jasné Pole 31 Einwohner und bestand aus 16 Häusern.

## Ortsgliederung
Der Ortsteil Jasné Pole ist Teil des Katastralbezirkes Všeradov.

## Sehenswürdigkeiten
- Stauweiher Januš, Erholungsgebiet